# Leszek Aleksander Moczulski
Leszek Aleksander Moczulski (ur. 18 lutego 1938 w Suwałkach, zm. 17 grudnia 2017 w Krakowie) – polski filolog, poeta, autor tekstów piosenek.

## Życiorys
Od 1956 roku mieszkał w Krakowie. Ukończył filologię polską na Uniwersytecie Jagiellońskim. Debiutował jako poeta w 1959 roku w Dzienniku Polskim, publikował także w Tygodniku Powszechnym. W 1962 wydał pierwszy tomik Próba porównania, ale za jego właściwy debiut uchodzi zbiorek Nawracanie stracha na wróble z 1971. Po dwóch latach został on uhonorowany nagrodą im. Andrzeja Bursy. Był jednym ze współtwórców krakowskiego Teatru STU. Zaliczany jest w poczet prekursorów Nowej Fali w poezji polskiej.
Napisał słowa do wielu utworów Skaldów, m.in. Cała jesteś w skowronkach. Jego poezję śpiewali też Marek Grechuta (np. Korowód), Grzegorz Turnau (np. Do wód) oraz Czesław Niemen (Z pierwszych ważniejszych odkryć). Wydał także kilka tomików literackich: 70 widoków w drodze do Wenecji (1992), Elegie o weselu i radosne smutki (1997), Jej nigdy za późno, Dziękczynienia po Komunii Świętej (2006) i kilkanaście książek dla dzieci, m.in. Moje kotki, Siedem dni stworzenia świata. Napisał słowa do 7 utworów na płycie Anawa, którą nagrała Anawa wspólnie z Andrzejem Zauchą, a także połowę tekstów z płyty Wołanie o słońce nad światem zespołu Dżamble. Był autorem słów do oratoriów Jana Kantego Pawluśkiewicza Nieszpory ludźmierskie (1992) i Droga, Życie, Miłość – Oratorium o Męce i Zmartwychwstaniu Pana (2000).
Publikował w miesięczniku „Twórczość” i w kwartalniku „eSPe”. Związany był ze wspólnotą Wiara i Światło, opiekującą się osobami niepełnosprawnymi.
Został pochowany na cmentarzu Salwatorskim w Krakowie.

## Autorstwo tekstów piosenek (albumy)
- 1967 – Skaldowie: „Skaldowie”
- 1968 – Skaldowie: „Wszystko mi mówi, że mnie ktoś pokochał”[11]
- 1969 – Skaldowie: „Cała jesteś w skowronkach”[12]
- 1970 – Skaldowie: „Od wschodu do zachodu słońca”
- 1970 – Skaldowie: „Ty”
- 1970 – Marek Grechuta & Anawa: „Marek Grechuta & Anawa”
- 1971 – Marek Grechuta: „Korowód”[12]
- 1972 – Skaldowie: „Wszystkim zakochanym”
- 1973 – Anawa: „Anawa”
- 1973 – Czesław Niemen: „Z pierwszych ważniejszych odkryć”
- 1974 – Marek Grechuta: „Magia obłoków”
- 1976 – Skaldowie: „Szanujmy wspomnienia”
- 1976 – Skaldowie: „Stworzenia świata część druga”
- 1977 – Marek Grechuta: „Szalona lokomotywa”
- 1979 – Skaldowie: „Rezerwat miłości”
- 1989 – Skaldowie: „Nie domykajmy drzwi”
- 1994 – Skaldowie: „Po śniegu, po kolędzie”
- 1995 – Grzegorz Turnau: To tu, to tam
- 1996 – Skaldowie: „Podróż magiczna”
- 1997 – Skaldowie: „Moje Betlejem”
- 1999 – Grzegorz Turnau: Ultima
- 2000 – Andrzej Zieliński: „Znów od zera”
- 2002 – Grzegorz Turnau: Nawet
- 2005 – Grzegorz Turnau: 11:11
- 2006 – Skaldowie: „Harmonia świata”
- 2006 – Grzegorz Turnau: Historia pewnej podróży
- 2007 – Skaldowie: „Cisza krzyczy”
- 2007 – Grzegorz Turnau: Kruchy świat, kruche szkło
- 2007 – Nieszpory ludźmierskie
- 2009 – Skaldowie: „Oddychać i kochać”
- 2010 – Skaldowie: „Z biegiem lat”

## Nagrody i nominacje
- 1973 – Nagroda im. Andrzeja Bursy
- 1975 i 2012 – Nagroda Miasta Krakowa
- 1997 – Nagroda Krakowska Książka Miesiąca (marzec – za tomik poezji Elegie o weselu i radosne smutki)
- 1997 – Nagroda Fundacji im. Alfreda Jurzykowskiego (USA)
- 2012 – Srebrny Medal „Zasłużony Kulturze Gloria Artis”[13]
- 2014 – nominacja do Nagrody Poetyckiej Orfeusz za tom Kartki na wodzie[14]
- Srebrny Krzyż Zasługi